# Ignacio Manuel Altamirano

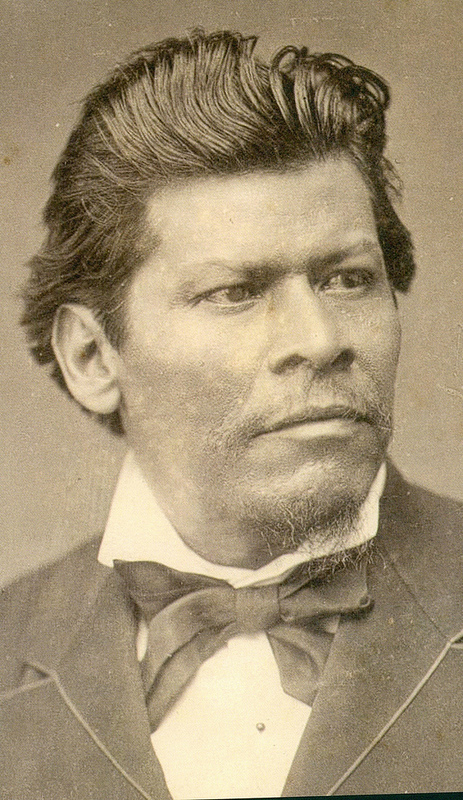
Ignacio Manuel Altamirano.

För andra betydelser, se Ignacio Manuel Altamirano (olika betydelser).
Ignacio Manuel Altamirano Basilio, född den 13 november 1834 i Tixtla de Guerrero, Guerrero, död den 13 februari 1893 i Sanremo, var en mexikansk skald, kritiker, politiker och tidningsman.
Altamirano kallades El Danton americano på grund av sin brinnande vältalighet. Hans litterära och vetenskapliga bildning var omfattande, och han behärskade alla områden från den äldsta grekiska poesin allt intill den moderna engelska och tyska litteraturens nyaste alster. Som filosof slöt sig Altamirano till Stuart Mill och Spencer. Adolf Hillman skriver i Nordisk familjebok: "A:s stil är icke oratorisk, som man skulle kunna förmoda, utan lugn, klar och genomskinlig." Hans verk omfattar ett fyrtiotal volymer, av vilka på skönlitteraturens område märks Los naranjos, Al Atoyac, Plageria en la montaña, Clemencia, Odas anacreónticas, La hija pródiga, Poisajes cubanos. På det litteraturkritiska området publicerade Altamirano Desertación sobre el espírita de la literatura en nuestra época, Estudios literarios y filosóficos, Victor Hugo como poeta satirico, och på de vetenskapliga och politiska fälten finns ett stort antal arbeten av hans hand.